# Mission: Impossible II
Mission Impossible II lub M:I-2 – drugi film z serii Mission: Impossible, bazujący na serialu telewizyjnym Mission: Impossible. Film został wyreżyserowany przez Johna Woo, a w główną rolę ponownie wcielił się Tom Cruise jako Ethan Hunt.

## Fabuła
Rządowy agent Ethan Hunt (Tom Cruise) zmuszony jest do przerwania urlopu, ponieważ otrzymuje od szefa kolejne zadanie do wykonania. Jego zadaniem jest powstrzymanie bioterrorystów, którzy weszli w posiadanie śmiercionośnego wirusa – chimery – i zamierzają zbić majątek na rozprzestrzenieniu go a następnie sprzedawaniu antidotum – Bellerofonta. Hunt wraz z geniuszem komputerowym Lutherem (Ving Rhames) oraz złodziejką Nyah (Thandie Newton) wyrusza na następną, niebezpieczną misję.

## Obsada
- Tom Cruise – Ethan Hunt
- Dougray Scott – Sean Ambrose
- Thandie Newton – Nyah Nordolf-Hall
- Ving Rhames – Luther Stickell
- Anthony Hopkins – komandor Swanbeck (niewymieniany w czołówce)
- Richard Roxburgh – Hugh Stamp
- John Polson – Billy Baird
- Brendan Gleeson – McCloy
- Cristina Brogers – Tancerka flamenco
- Matthew Wilkinson – Michael
- Kim Fleming – Larrabee
- Nicholas Bell – Księgowy McCloya
- Kelly Ons – Tancerka flamenco
- Kee Chan – Chemik McCloya
- Dominic Purcell – Ulrich
- William Mapother – Wallis

i inni

## Muzyka
Muzyka do filmu została skomponowana przez Hansa Zimmera, w filmie pojawiają się także takie utwory jak „I Disappear” zespołu Metallica, „Take a Look Around” zespołu Limp Bizkit i również „Iko-Iko” zespołu Zap Mama.